# Blue chee's
blue chee's（ブルーチーズ）は、2010年から2014年まで活動していた日本のガールズバンド。メンバーは1人を除いて元チェキッ娘、そして前身であるchee's（のち「CHEE'S」）のオリジナルメンバーであった。

## 概要
日本の音楽バンド・chee'sの解散（2001年6月30日）から10周年目を目前に再集結した。2010年12月12日にファーストライブを行なう。
chee's解散10年目の2011年にアルバムの発売を発表。
メンバーはchee'sのベースボーカルの新井利佳、ドラムボーカルの藤岡麻美、一時期chee'sに加入していたギター、ボーカルの松本江里子に加えて、キーボードボーカルのアネモネ。（アネモネはチェキッ娘のメンバーでない）
2011年10月、新井が台湾移住。
2012年8月11日のワンマンライブをもって松本江里子が脱退。
2013年3月14日から3月16日、アメリカのイベントNaka-Kon 2013に招致され、2000人の観客を前にライブを大成功させた。
2013年3月31日、藤岡が台湾移住。
2014年11月29日、メンバー2人が台湾での生活となったため活動が困難となりバンドは解散となった。

## メンバー
- 新井利佳 - ベース、ボーカル。元チェキッ娘/chee's。chee'sではリーダーを務めた。2011年10月より台湾在住。
- 藤岡麻美 - ドラム、ボーカル。元チェキッ娘/chee's。2013年3月より台湾在住。
- アネモネ - キーボード、ボーカル。ファーストライブよりオーディションにて一般からの加入（そのためチェキッ娘出身ではない）。解散後はソロとして歌手・ユニット活動の他、楽曲提供などこなしている。

## 元メンバー
- 松本江里子 - ギター、ボーカル。2012年8月11日のワンマンライブをもって脱退[4]。chee'sには1999年5月26日まで在籍。

## 詳細
- メンバー唯一の既婚者で、現在2児の娘を持つ母である新井利佳は、2011年10月23日より台湾に引越し、在住している[5]。ワンマンライブの際は帰国し、blue chee'sでの活動は続けていく。
- 2013年3月23日のワンマンライブにて藤岡麻美の台湾移住も発表された。3月31日より藤岡も台湾に在住している[6]。
- バンドロゴは新井利佳によるデザイン。
- blue chee's WEBサイトの作成はメンバーのアネモネによるもの。オフィシャルグッズの企画・デザインもほぼ全てアネモネが担当している[7]。
- 藤岡麻美は個人での音楽活動も続けており、2011年12月17日に自身がリリースするアルバムの発売記念イベントにblue chee'sをゲストとして招待している[8]。
- 2012年6月14日更新のブログにて松本江里子の脱退が発表された[4]。
- 2012年7月1日に新木場STUDIO COASTで開催された「アイドル横丁夏祭り!!〜2012〜」では、松本江里子に代わり、ゲストボーカルに元チェキッ娘 矢作美樹が出演した。2012年8月11日ワンマンライブでの発表によると、「アイドル横丁夏祭り!!〜2012〜」への出演は、アネモネがイベント担当者にオファーの電話を入れたことから決定した[9]。
- 2012年8月5日に開催される「TOKYO IDOL FESTIVAL 2012」へ「blue chee's featuring チェキッ娘」として出演が決定[10]。チェキッ娘とのコラボレーションは初[11]。
- 2012年8月11日、「blue chee's LIVE 2012 夏～決断の物語～」のゲストに元チェキッ娘 下川みくに」のゲスト出演が決定[12]。
- 2013年6月1日のアキハバラ・アニメシティVOL.04「桃井はるこ VS blue chee's」では、桃井はることの共演を果たす[13]。
- アネモネは「アネモネ(blue chee's)」名義で日本ファルコム、5pb.作品に歌唱参加、歌詞提供、英詞翻訳をしている[14][15][16]。

## 作品

### アルバム
1. This is not a love song（ミニアルバム 2012年2月29日発売）
2. out of the blue（1stフル・アルバム 2013年8月7日発売）

### アネモネ (blue chee's)
1. ほしのありかざんまい（日本ファルコム 2011年12月29日発売）
2. 「世界樹の迷宮IV 伝承の巨神」スーパー・アレンジ・バージョン（5pb. 2012年9月5日発売）
3. ファルコムjdkバンド　ディーバ小寺可南子シングス2（日本ファルコム 2012年12月29日）

## 出演

### ラジオ
- Suono Dolce「TokyoAfter6」（2012年、ニッポン放送）
- Suono Dolce「TokyoAfter6」（2010年、ニッポン放送）

### WEB媒体
- 「下北FM」DJ TOMOAKI'S RADIO SHOW（2013年3月21日）
- アメーバスタジオプレミアム生放送（2012年7月31日）
- アイドル音楽専門チャンネル「A.I.S.A」（2012年）
- blue chee's 3周年記念USTREAM番組「blue stream attack!!」（2012年12月12日～）

### 雑誌
- Princess☆Collection 2013年2月27日発売（インタビュー掲載）
- J-POP GIRLS キュン！ vol.6 2012年10月発売（インタビュー掲載）
- デ☆ビュー 2012年9月号（インタビュー掲載）
- プレイボーイ 2012年8月13日号（インタビュー掲載）
- MANIMANI vol.2 2012年7月13日発売（アネモネ記事執筆）
- FLASH 2012年5月29日号（インタビュー掲載）
- HYPER HOBBY 2011年6月号（インタビュー掲載）